# Phonognatha graeffei
Phonognatha graeffei là một loài nhện trong họ Araneidae.
Loài này thuộc chi Phonognatha. Phonognatha graeffei được Eugen von Keyserling miêu tả năm 1865.

## Hình ảnh

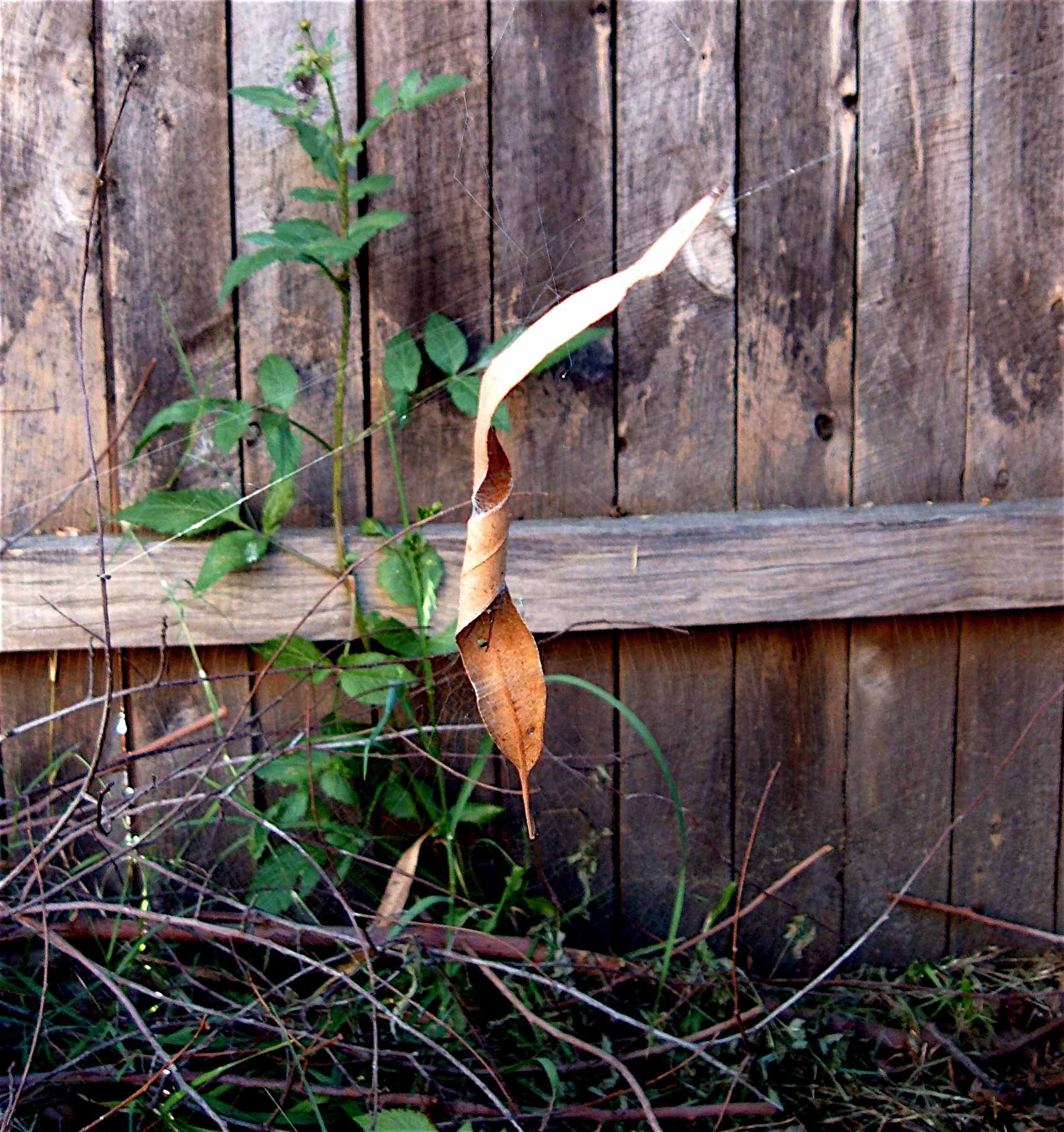
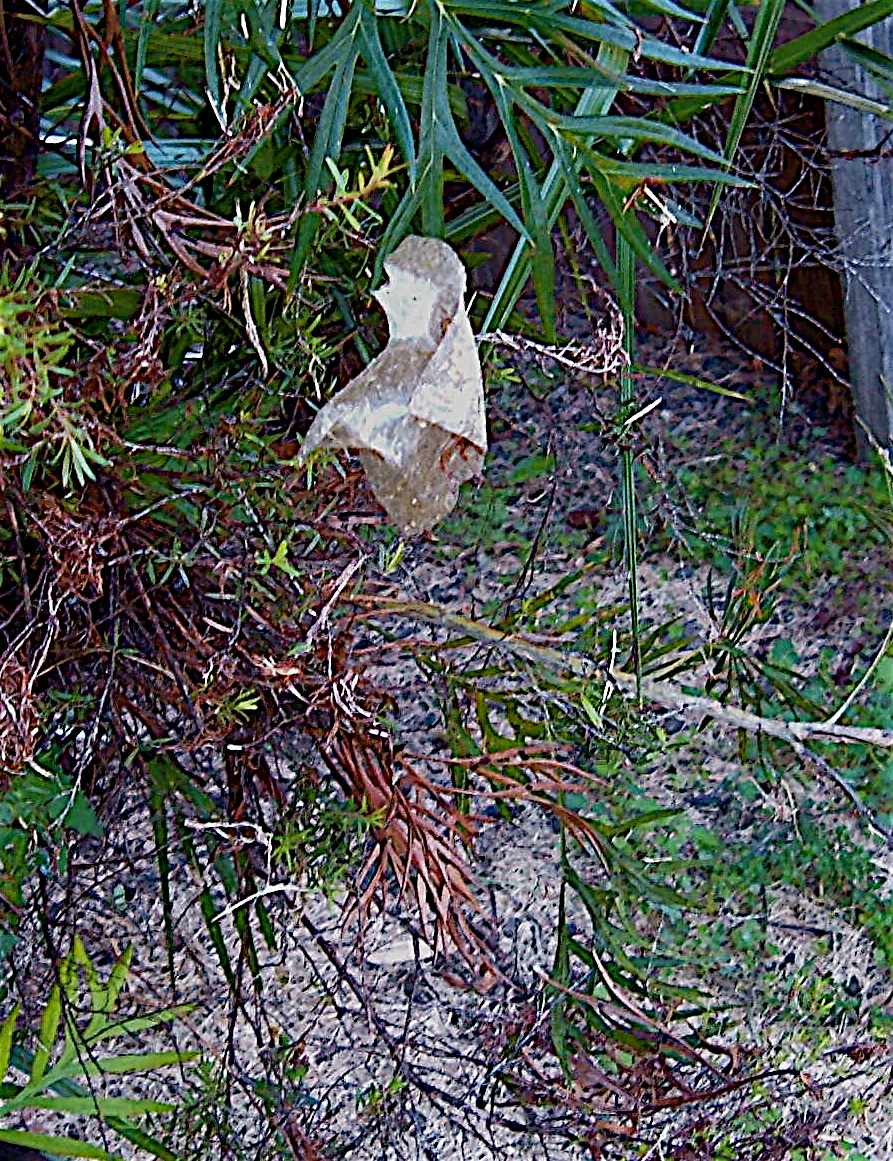
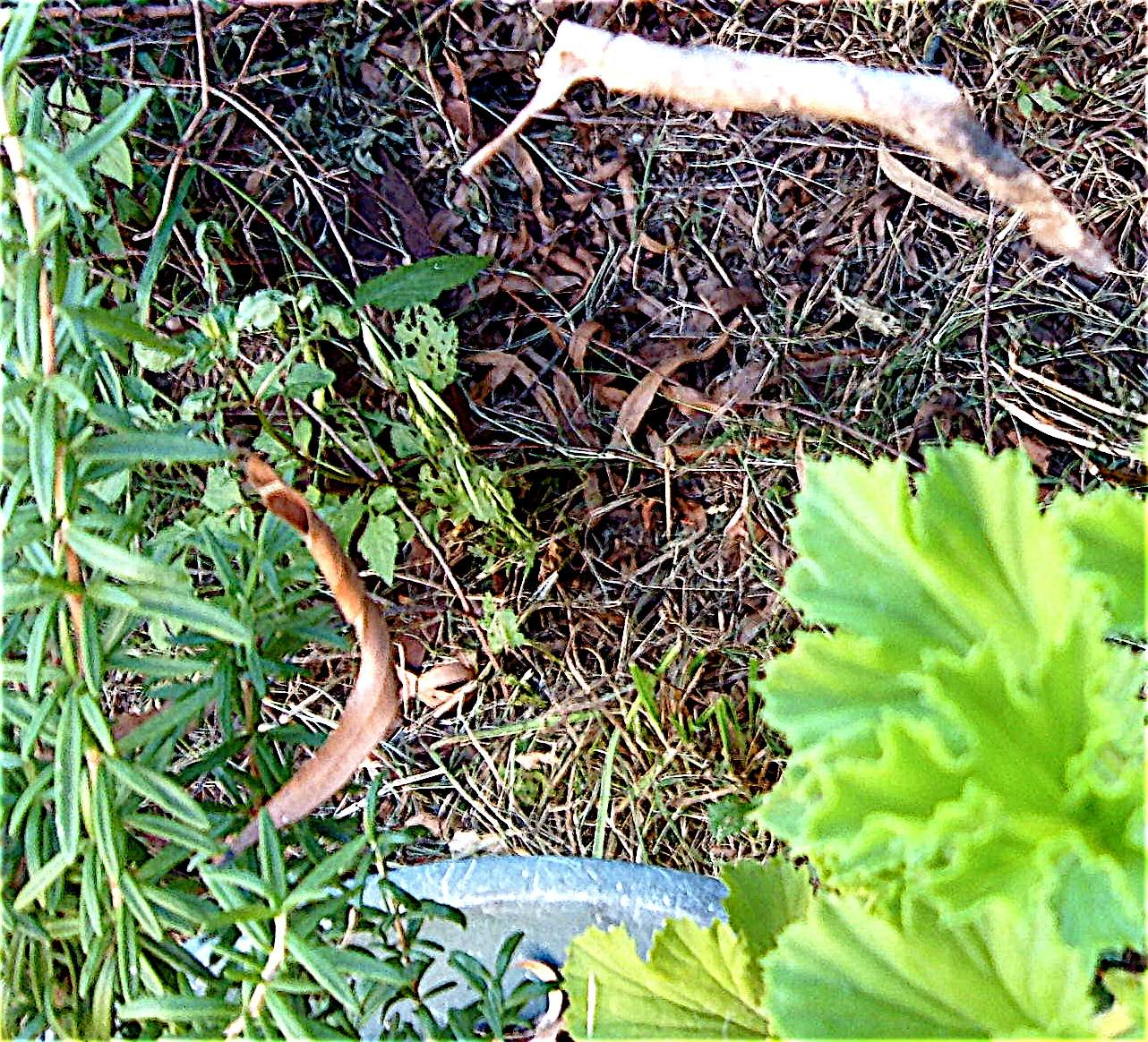
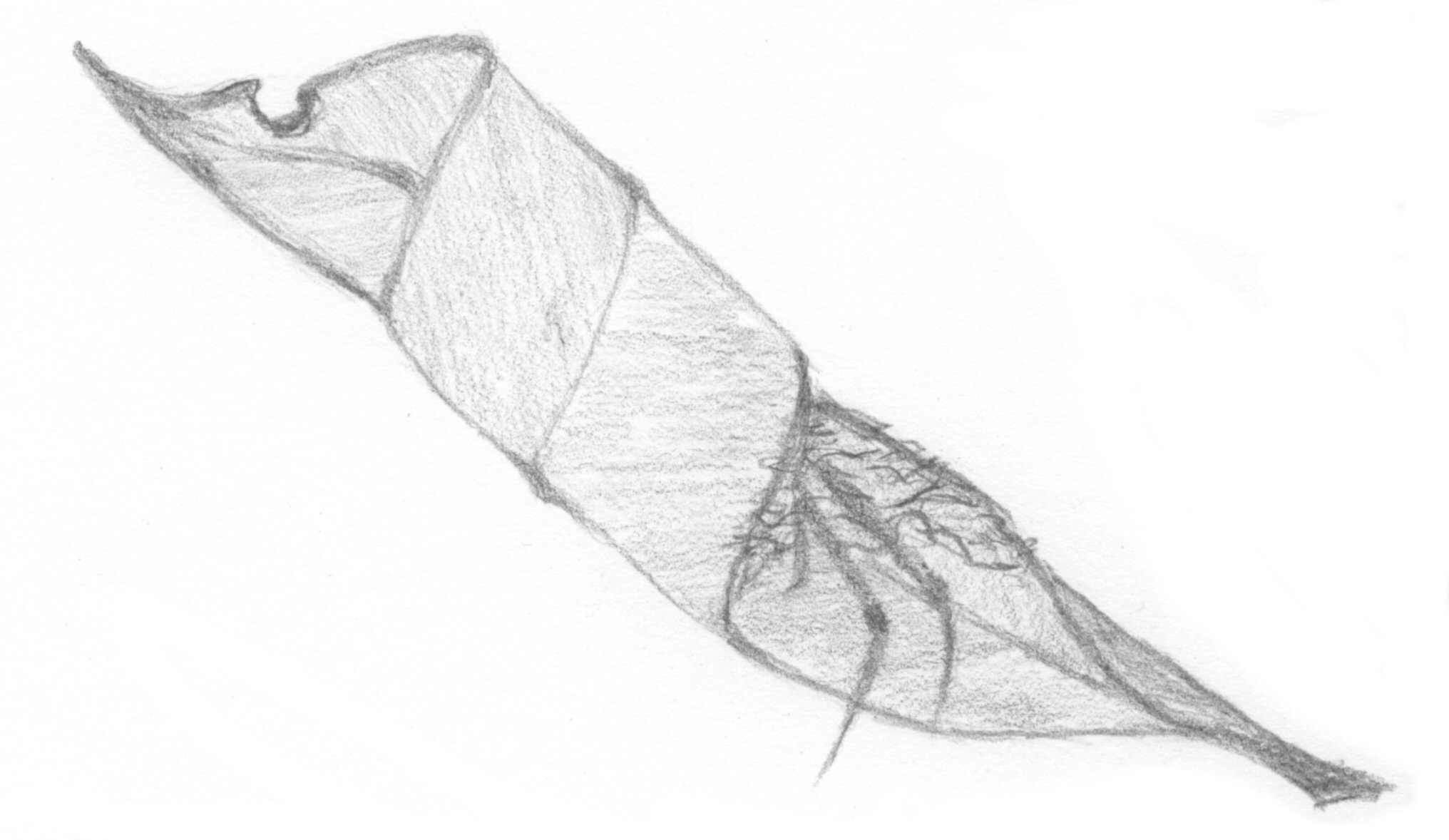